# Улица Котовского (Санкт-Петербург)
У́лица Кото́вского — улица в Петроградском районе Санкт-Петербурга. Проходит от Большой Посадской улицы и улицы Чапаева до Большой Монетной улицы. Далее продолжается улицей Льва Толстого.

## История
На планах 1753 года участок от улицы Мира до Большой Монетной улицы обозначен как Посадский переулок, название дано по слободе торговцев и ремесленников или посаду, как называлась эта часть города. Но реально это название не использовалось. Первое реальное название Монетная улица (на всём протяжении) появилось в 1798 году, дано по находившейся здесь с 1712 года слободы «работных людей» Монетного двора. Существовал вариант названия Большая Монетная улица.
С 1836 года носила название Малая Вульфова улица, по фамилии землевладельца — английского барона Вульфа. 15 декабря 1952 года переименована в улицу Котовского, в честь Г. И. Котовского, красного полководца Гражданской войны в России.

## Достопримечательности
- Трамвайный парк № 3

## Транспорт
Ближайшая станция метро — «Горьковская».